# Mauressargues
Mauressargues là một xã trong tỉnh Gard thuộc vùng Occitanie, phía nam nước Pháp. Xã Mauressargues nằm ở khu vực có độ cao trung bình 170 mét trên mực nước biển.